# Wstęgorowate
Wstęgorowate (Trachipteridae) – rodzina morskich ryb głębinowych z rzędu strojnikokształtnych (Lampridiformes).

## Występowanie
Żyją we wszystkich oceanach.

## Cechy charakterystyczne
Przemieszczają się falistymi, wężowymi ruchami. Mają ciało mocno wydłużone, płetwę grzbietową równą długości ciała, długą płetwę ogonową, duże oczy. Nie mają płetwy odbytowej. Pęcherz pławny szczątkowy lub nie występuje.

## Klasyfikacja
Rodzaje zaliczane do tej rodziny:
Desmodema — Trachipterus — Zu